# لئون روچس
لئون روچس (انگلیسی: Léon Roches; ۲۷ سپتامبر ۱۸۰۹ – ۲۶ ژوئن ۱۹۰۱) دیپلمات اهل فرانسه در ژاپن از سال ۱۸۶۴ تا ۱۸۶۸ بود.

## کار
در سال ۱۸۵۳، در پایان دوره ادو، شوگون‌سالاری سیاست‌های خود را تغییر داد و با مذاکره با قدرت‌های غربی مانند ایالات متحده، بریتانیای کبیر و فرانسه، به سمت کشورگشایی گام برداشت. در طول این مذاکرات، شوگون‌سالاری به شدت از نیاز به تأسیسات کشتی‌سازی در مقیاس کامل برای تعمیر کشتی‌های خود و خارجی و ساخت کشتی‌های جدید آگاه شد.
جناح‌های طرفدار فرانسه در درون شوگون‌سالاری، از جمله کوریموتو جوئون (۱۸۲۲–۱۸۹۷)، اوگوری تاداماسا (۱۸۲۷–۱۸۶۸) و آسانو اوجیتسوکه ja:浅野氏祐، در مورد ساخت یک تأسیسات کشتی‌سازی با لئون روچس (۱۸۰۹–۱۹۰۰) فرستاده فرانسه تماس گرفتند و از او درخواست همکاری کردند. روچس به شوگون‌سالاری توصیه کرد که ابتدا یک کارخانه در مقیاس کوچک را به عنوان یک گام مقدماتی قبل از ساخت یک تأسیسات کشتی‌سازی در مقیاس بزرگ بسازد. بر اساس این توصیه، در سال ۱۸۶۵، شوگون‌سالاری کارخانه فولاد یوکوهاما را در جایی که اکنون یوشیهاما-چو، ناکا-کو، یوکوهاما (پشت ایستگاه جی آر ایشیکاواچو) است، ساخت. هدف از ساخت کارخانه فولاد یوکوهاما آموزش مهندسان ژاپنی و آماده‌سازی تجهیزات لازم برای ساخت تأسیسات کشتی‌سازی در مقیاس کامل‌تر در آینده بود.
در ۱۵ نوامبر همان سال، شوگون‌سالاری ساخت کارخانه فولاد یوکوسوکا را آغاز کرد. فرانسوا-لئونس ورنی (۱۸۳۷–۱۹۰۸)، فارغ‌التحصیل مدرسه پلی‌تکنیک، برترین مدرسه علوم و فناوری فرانسه، به عنوان رئیس کارخانه انتخاب شد و تقریباً ۱۳۰ مهندس، صنعتگر، پزشک و معلم به روستای یوکوسوکا آمدند. حتی زمانی که شوگون‌سالاری بعداً در آستانه فروپاشی قرار گرفت، ورنی به خانه بازنگشت و عزم خود را برای تکمیل مأموریتی که به او داده شده بود، نشان داد؛ بنابراین، فناوری‌های مختلفی از فرانسه به یوکوسوکا وارد شد و این شهر به یک شهر صنعتی مدرن و پیشرفته تبدیل شد.
در سال ۱۸۶۸، اولین سال دوران میجی، شوگون‌سالاری ادو فروپاشید و دولت میجی تأسیس شد و کارخانه آهن یوکوسوکا توسط دولت میجی تصرف شد. در سال ۱۸۷۱، اولین اسکله تکمیل شد و این شرکت سرانجام فعالیت کامل خود را آغاز کرد. اولین کشتی جنگی ساخته شده در کارخانه آهن یوکوسوکا، سیکی نام داشت و در سال ۱۸۷۵ به آب انداخته شد.
علاوه بر ساخت تأسیسات، آموزش مهندسان ژاپنی نیز یک کار فوری بود. به همین منظور، مدرسه‌ای در داخل کارخانه فولاد ساخته شد و جبر، هندسه، آنالیز، مثلثات و سایر موضوعاتی که در آنجا تدریس می‌شد، از بالاترین استاندارد در ژاپن در آن زمان برخوردار بود.